# Mariengrotte (Oberlauda)

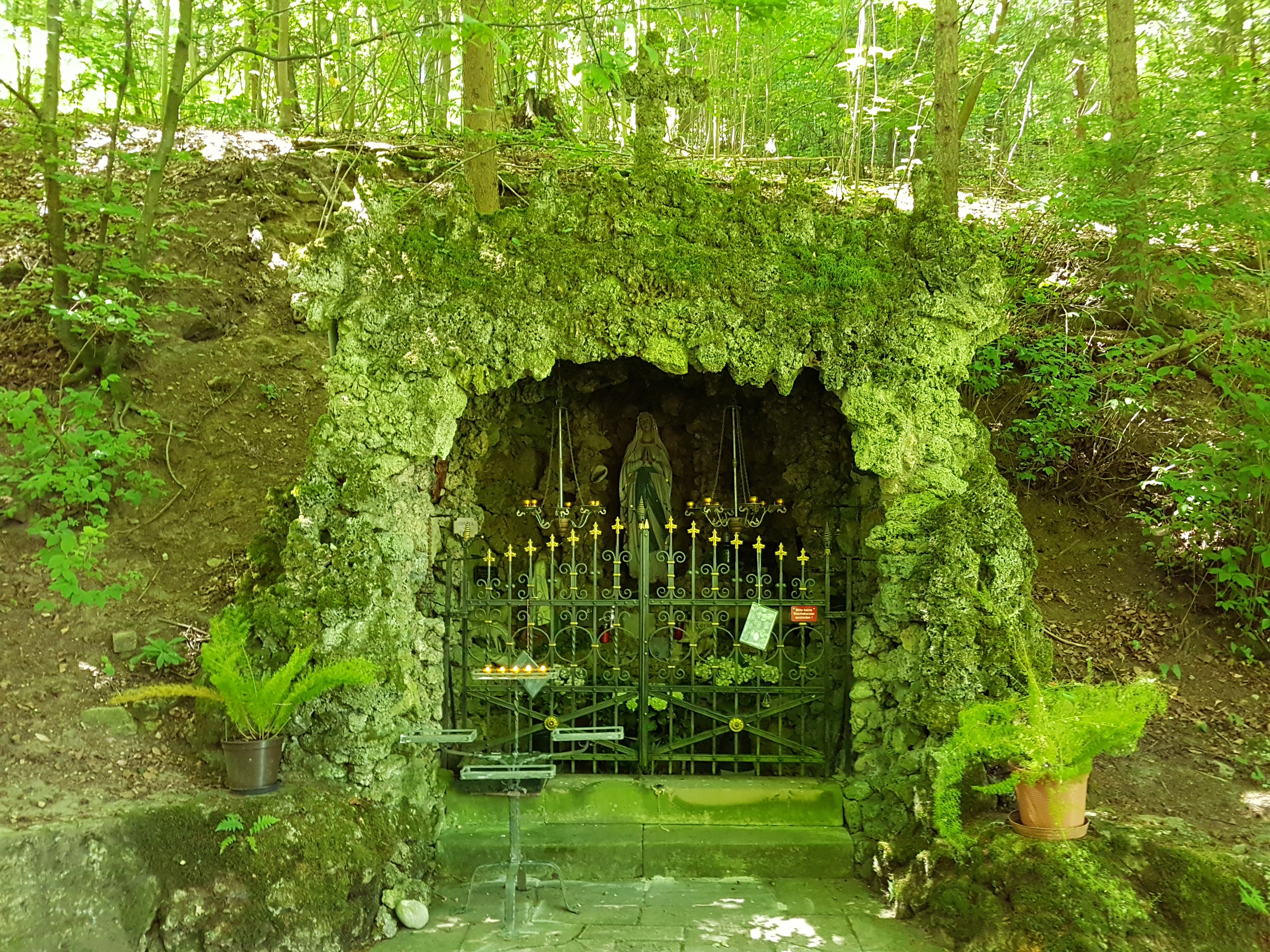
Die Mariengrotte in Oberlauda (2017)

Die Mariengrotte (auch Lourdesgrotte genannt) in Oberlauda, einem Stadtteil von Lauda-Königshofen im Main-Tauber-Kreis, wurde 1905 errichtet.

## Geschichte
Im Jahre 1905 entstand durch die Initiative von Justine und Bernhard Sack die Mariengrotte in Oberlauda. Seitdem sind die Grotte und der Kreuzweg, welcher zu ihr führt, ein beliebter Ort für Ausflüge und die Abhaltung von Gebeten geworden. Durch ehrenamtliche Unterstützung werden Grotte und Weg regelmäßig gepflegt und in Stand gehalten.

## Kreuzweg
Zur Mariengrotte in Oberlauda führt ein Kreuzweg.